# Biwisch
Biwisch (en luxembourgeois : Biwesch ) est une section de la commune luxembourgeoise de Troisvierges située dans le canton de Clervaux.

## Histoire
Avant le 20 juillet 1925, la section de Biwisch faisait partie de la commune d’Asselborn.